# 新北市議會第一屆議員列表
以下列出新北市議會第1屆議員名單：
本屆議會共有66個席次。

## 政黨席次變化
| 政黨         | 第一屆 | 備注                                                     |
| ------------ | ------ | -------------------------------------------------------- |
| 中國國民黨   | 30席   | 第7選區蔡黃隆於2011年12月9日病逝，所遺留席次不補選、遞補 |
| 民主進步黨   | 29席   |                                                          |
| 無黨團結聯盟 | 1席    |                                                          |
| 無黨籍       | 5席    |                                                          |

## 第1屆新北市議員名單
| 第1選區  | 淡水區、石門區、三芝區、八里區（淡八石三區） |
| 第1選區  | 中國國民黨：鄭戴麗香 · 民主進步黨：呂子昌 · 無黨團結聯盟：蔡錦賢                                                                                 |
| 第2選區  | 新莊區、五股區、泰山區、林口區 （新五泰林區） |
| 第2選區  | 中國國民黨：蔣根煌、黃林玲玲、蔡淑君、陳明義、宋明宗、 · 民主進步黨：陳文治、何淑峯、張晉婷、陳科名、賴秋媚                                      |
| 第3選區  | 三重區、蘆洲區 （三蘆區） |
| 第3選區  | 中國國民黨：陳幸進、黃桂蘭、胡淑蓉 · 民主進步黨：李余典、鄭金隆、李倩萍、陳啟能、李坤城 · 無黨籍：李翁月娥                                       |
| 第4選區  | 板橋區 |
| 第4選區  | 中國國民黨：林國春、曾煥嘉、劉美芳、周勝考 · 民主進步黨：張宏陸、王淑慧、李婉鈺、黃俊哲（解職）、林水山（遞補） · 無黨籍：廖裕德                 |
| 第5選區  | 中和區 |
| 第5選區  | 中國國民黨：金瑞龍、陳錦錠、邱烽堯 · 民主進步黨：江永昌、林秀惠、張瑞山 · 無黨籍：游輝廷                                                         |
| 第6選區  | 永和區 |
| 第6選區  | 中國國民黨：金介壽、連斐璠、陳鴻源 · 民主進步黨：許昭興                                                                                          |
| 第7選區  | 土城區、樹林區、鶯歌區、三峽區（土樹三鶯區） |
| 第7選區  | 中國國民黨：洪佳君、黃永昌、蔡黃隆（病逝）、王明麗 · 民主進步黨：吳琪銘、陳世榮、林銘仁、彭成龍、高敏慧、歐金獅（遞補） · 無黨籍：蘇有仁（解職） |
| 第8選區  | 新店區 、深坑區、石碇區、坪林區、烏來區（大文山區）                                                                                              |
| 第8選區  | 中國國民黨：劉哲彰、陳儀君、許正鴻 · 民主進步黨：陳永福 · 無黨籍：金中玉                                                                         |
| 第9選區  | 瑞芳區、貢寮區、雙溪區、平溪區 |
| 第9選區  | 民主進步黨：顏世雄（解職） · 無黨籍：廖秀雄（遞補）                                                                                              |
| 第10選區 | 汐止區、金山區、萬里區（汐止萬金區） |
| 第10選區 | 中國國民黨：白珮茹、廖正良 · 民主進步黨：沈發惠、周雅玲                                                                                          |
| 第11選區 | 平地原住民族選區 |
| 第11選區 | 中國國民黨：忠仁·達祿斯、楊春妹（遞補） · 民主進步黨：夷將·拔路兒 · 無黨籍：宋進財（解職）                                                       |
| 第12選區 | 山地原住民族選區 |
| 第12選區 | 中國國民黨：王建章 |

注:粗體為原台北縣議員

## 相關參閱
- 第2屆新北市議員列表
- 第3屆新北市議員列表
- 第4屆新北市議員列表

## 外部連結
- 新北市議會 （页面存档备份，存于）
- 新北市議會第一屆議員 （页面存档备份，存于）